# Gés periodos

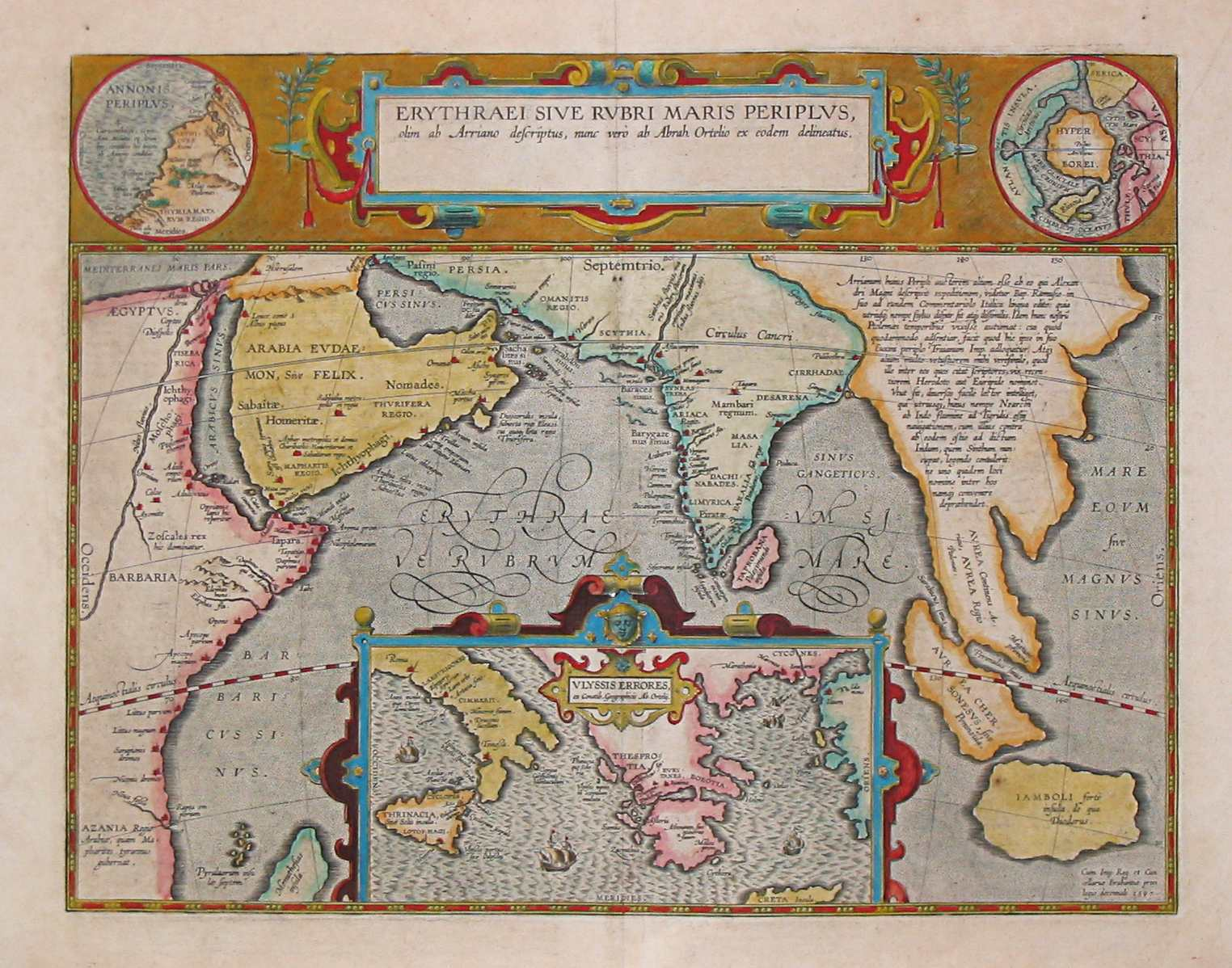
Periplus Maris Erythraei od A. Ortelia

Gés periodos (řec. γῆς περίοδος zeměpisná mapa, dosl. cesta po zemi) se souhrnně označovaly první pokusy o geografická díla. Jednalo se zejména o popisování cest. Členily se na základní dvě skupiny:
- periply (řec. periplús obeplutí), jež byly popisem pobřeží a sloužily jako praktické návody k navigaci podél mořských břehů;
- periegesis (řec. periegesis), jež byly popisem pevniny.[1]

Autoři těchto popisných geografických děl se nazývali logografové.